# Мірошниченко Віктор Володимирович
Віктор Володимирович Мірошниченко (*1 грудня 1959, Донецьк) — український радянський боксер, призер Олімпійських ігор у Москві, чемпіон Європи, призер чемпіонату світу серед аматорів. Заслужений майстер спорту СРСР (1981).

## Життєпис
Першим успіхом в спортивній кар'єрі Віктора Мірошниченко стала бронзова медаль чемпіонату СРСР 1978 року. 1980 року став чемпіоном країни.
На Олімпійських іграх 1980 завоював срібну медаль в категорії до 51 кг.
- В 1/8 фіналу переміг Хорхе Ернандеса (Куба) — 4-1
- У чвертьфіналі переміг Генрика Средницькогоа (Польща) — 5-0
- У півфіналі переміг Яноша Вараді (Угорщина) — 4-1
- У фіналі зненацька поступився Петру Лесову (Болгарія) через розсічення брови у другому раунді[1].

На чемпіонаті Європи 1981 став чемпіоном в категорії до 54 кг..
- У чвертьфіналі переміг Маркку Сарасто (Фінляндія) — 3-2
- У півфіналі переміг Думитру Чипере (Румунія) — 4-1
- У фіналі переміг Самі Бузолі (Югославія) — 5-0

На Кубку світу 1981 програв у першому бою.
На чемпіонаті світу 1982 завоював срібну медаль.
- В 1/16 фіналу переміг Чанг Сок Шин (Південна Корея) — 5-0
- В 1/8 фіналу переміг Мануеля Вільчеса (Венесуела) — 3-2
- У чвертьфіналі переміг Думитру Чипере (Румунія) — 5-0
- У півфіналі переміг Клаус-Дітера Кірхштайна (НДР) — 5-0
- У фіналі програв Флойду Фаворсу (США) — 2-3

На аматорському рингу провів 202 боїв, одержавши 180 перемог У професійному боксі не виступав.
На честь боксера щорічно влаштовується турнір ім. Мирошниченко в його рідному місті Українську. З 18 по 22 грудня 2018 року перед 60-річчям Віктора Мирошниченка в місті Селидове пройшов ювілейний 30-ий боксерський турнір.